# 何刚 (贵州官员)
何刚（1962年1月—），河北乐亭人。男，汉族。1983年8月参加工作，1983年6月加入中国共产党。贵州工学院采煤专业毕业。
2002年12月，任贵州煤矿安全监察局局长、党组书记。2004年3月，任贵州省安全生产监督管理局局长、党组书记，贵州煤矿安全监察局局长、党组书记。
2008年6月，任中共贵州省六盘水市委副书记，副市长、代理市长（2009年2月正式当选市长）。2013年3月，任贵州省地质矿产勘查开发局党委书记、局长。2015年8月，任贵州开磷控股（集团）有限责任公司董事长。2018年1月，任贵州省经济和信息化委员会主任。2018年11月，任贵州省工业和信息化厅厅长。2020年9月，任贵州省人民政府副秘书长。
2013年，担任第十二届全国人民代表大会贵州地区代表。